# Angelo Berardi
Angelo Berardi (Sant'Agata Feltria, 1636 circa – Roma, 9 aprile 1694) è stato un compositore italiano del periodo barocco.

## Biografia
Nato a Sant'Agata Feltria, compì i primi studi a Forlì sotto la guida di Giovanni Vincenzo Sarti (1600–1655).
Studiò poi con Marco Scacchi a Gallese prima del 1662, anno di morte del maestro. Berardi incluse due mottetti di Scacchi nel primo libro dei suoi Documenti armonici (1687), ricordandolo più volte in questo trattato e nella successiva Miscellanea musicale (1689). Al tempo degli studi con Scacchi era già canonico e maestro di cappella nel duomo di Montefiascone., come è confermato anche dalla raccolta di salmi di vari autori pubblicata da Florido de Silvestris nel 1662 che include una sua composizione.
Dal 1666, quando pubblicò i suoi Sacri concentus binis, ternis, quaternis, quinisque vocibus concinendi, lib. primus, opus secundum (Roma, I de Lazzari, 1666), fu maestro di cappella  della cattedrale di Viterbo. Fu poi organista e maestro di cappella del duomo di Tivoli dal 21 settembre 1673 al 1679, e successivamente maestro di cappella del duomo di Spoleto dal 1679 al 1683. Era anche canonico della collegiata di S. Angelo a Viterbo, quando diede alle stampe le sue opere teorico-musicali Documenti armonici (1687) e Miscellanea musicale (1689). Il 17 agosto 1692 fu nominato maestro di cappella della basilica di Santa Maria in Trastevere a Roma, mantenendo questa carica fino alla morte.
Morì a Roma il 9 aprile 1694.

## Opere

### Opere musicali
- Missa pro defunctis. cum sequentia et resp. libera me Domine. quinque vocibus auctore Angelo Berardo a S. Agata, Roma, Ignazio de Lazzari, 1663
- Sacri concentus binis, ternis, quaternis, quinisque vocibus concinendi : lib. primus : opus secundum / auctore Angelo Berardo a Sancta Agata, in ecclesia Cathedrali Viterbiensi musicae praefecto, Roma, Ignazio de Lazzari, 1666
- Salmi vespertini a cinque voci concertati, con una messa sopra l'Ave Maris stella, da cantarsi col'organo, e senza. Libro primo. Opera quarta di Don Angelo Berardi da Sant'Agata maestro di cappella nel domo di Viterbo, Roma, Amedeo Belmonte, 1667
- Salmi concertati a tre voci : Libro secondo. Opera quinta di Angelo Berardi da S. Agata maestro di cappella nel duomo di Viterbo, Bologna, Giacomo Monti, 1668
- Angeli Berardi a S. Agata in eccl. cathedrali Viterbien. musicae praefecti Sacri concentus binis, ternis, quaternis, quinisque vocibus concinendi una cum missa sex vocibus arte elaborata. Liber secundus. Opus sextum, Bologna, Giacomo Monti, 1669
- Sinfonie a violino solo. Libro primo. Opera settima di Angelo Berardi da S. Agata maestro di cappella del duomo di Viterbo, Bologna, Giacomo Monti, 1670
- Psalmi vespertini quatuor vocibus concinendi cum organo ad libitum. una cum missa ad organi sonum accomodata. Opus octavum auctore Angelo Berardo in ecclesia cathedrali Tiburtina musicae praefecto, Roma, Giovanni Angelo Muzi, 1675
- Psalmi vespertini ternis, quaternis, quinis, senisque vocibus concinendi ad organi sonum accomodati, una cum missa quinque vocibus. Opus nonum auctore Angelo Berardo in ecclesia cathedrali Spoletina musicae praefecto, Bologna, Giacomo Monti, 1682
- Musiche diverse variamente concertate per camera, a due, tre e quattro voci dal canonico D. Angelo Berardi ... Opera XIII, Bologna, Pietro Maria Monti, 1689.

### Opere teoriche
- Dicerie musicali, prima del 1681 (opera perduta)
- Ragionamenti musicali composti dal Sig. Angelo Berardi Bologna, Giacomo Monti 1681
- Aggiunta di D. Angelo Berardi ... alli suoi ragionamenti musicali, nella quale si pruova, che la musica è vera, e reale scienza ...  Bologna, Giacomo Monti 1681
- Documenti armonici di D. Angelo Berardi da S. Agata, canonico nell' insigne collegiata di S. Angelo di Viterbo, nelle quali con varii discorsi, regole, et essempii si dimostrano gli studi artificiosi della musica, oltre il modo di usare le ligature, e d'intendere il valore di ciascheduna figura sotto qual sia segno ... , Bologna, Giacomo Monti, 1687
- Miscellanea musicale di D. Angelo Berardi da S. Agata, canonico nell'insigne collegiata di S. Angelo di Viterbo, divisa in tre parti dove con dottrine si discorre delle materie più curiose della musica: con regole, et essempii si tratta di tutto il contrapunto con l'intreccio di bellissimi secreti per li professori armonici ... , Bologna, Giacomo Monti, 1689
- Arcani musicali svelati dalla vera amicitia ne' quali appariscono diversi studii artificiosi, molte osservazioni, e regole concernenti alla tessitura de' componimenti armonici, con un modo facilissimo per sonare trasportato, Bologna, Pietro Maria Monti, 1690
- Il perché musicale, overo staffetta armonica nella quale la ragione scioglie le difficoltà, e gli esempi dimostrano il modo d'isfuggire gli errori, e di tessere con artificio i componimenti musicali. Opera del canonico D. Angelo Berardi da S. Agata ... , Bologna, Pietro Maria Monti 1693